# Parris Goebel
Parris Renee Goebel, née le 29 octobre 1991, également connue sous le nom de PARRI$, est une chorégraphe, danseuse, chanteuse et réalisatrice néo-zélandaise. Elle a remporté plusieurs prix.

## Biographie
Goebel est née et a grandi à Manurewa, dans la banlieue d'Auckland, en Nouvelle-Zélande. Elle est la cadette des quatre enfants de Brett et LeeAnn Goebel. Elle s'intéresse à la danse dès son plus jeune âge et commence des leçons de hip-hop quand elle a 10 ans. À 15 ans, elle crée le groupe de danse ReQuest Dance Crew (aussi appelé Royal Family) avec quatre amies. Dans un premier temps, elles s'entrainent  dans le garage de sa tante, et plus tard à l'entrepôt de son père. Après une année de travail ensemble, elles se rendent aux Monsters of Hip Hop Dance Convention aux États-Unis, et Parris Goebel est choisie pour danser dans la performance finale de cette réunion. À la suite de cet événement, Parris Goebel quitte le lycée pour se concentrer sur la danse.
Elle travaille avec des artistes tels que SZA, Kali Uchi, Little Mix, Justin Bieber, Elton John, Rihanna, Psy., Janet Jackson, Jennifer Lopez, Nicki Minaj, BigBang, 2NE1, CL, Ikon, Taeyang et Blackpink. Son travail inclut des chorégraphies où elle se met  en vedette dans des vidéos de musique et des films. Un de ses succès est de créer et danser la chorégraphie de la vidéo Sorry de Justin Bieber, qui à partir de décembre 2016 est la 3e vidéo la plus vue sur YouTube, avec plus de 2 milliards de vues. Parris Goebel continue à chorégraphier et à diriger les treize vidéoclips de Justin Bieber : les vidéos de l’album Purpose. Ces vidéos ont totalisé plus de 3,5 milliards de vues combinées.
Parris Goebel et son père, qui est aussi son agent, travaillent à The Palace Dance Studio à Auckland.
En 2012, elle  participe aux deux meilleures émissions de danse : America’s Best Dance Crew et Dancing With the Stars Australia.
Elle travaille ensuite pour Jennifer Lopez sur sa tournée de 2012 et réalise avec elle la onzième saison d'American Idol. Elle crée les chorégraphies et joue un rôle dans le film de danse américaine 3D Step Up All In. Le film sort le 8 août 2014.
Le 8 août 2016, elle publie sa première vidéo de musique pour la chanson Friday, qui figure sur son EP Vicious, puis une vidéo de musique pour Nasty et Fiyah et No extra, qui est également présentée sur l'EP. Elle sort son premier album "Vicious".
En mars 2018, elle publie son premier livre intitulé "Young Queen". Dans cette autobiographie, Parris raconte son histoire extraordinaire et la manière dont elle est passée du statut de jeune lycéenne à celui de danseuse reconnue, chorégraphe et directrice vidéo.
En 2019, elle collabore avec Mylène Farmer pour sa résidence à la Défense Arena à Paris du 7 au 22 juin. Elle élabore les chorégraphies des titres Pourvu qu'elles soient douces, California, L'âme-stram-gram & "Hard hip hop", assistée de Cullen Neale.
C'est en 2023 qu'elle va collaborer une deuxième fois avec Mylène Farmer pour sa tournée des stades Nevermore 2023. Elle va en effet élaborer les chorégraphies de À tout jamais, du NEVERMORE Medley et de la chanson Oui mais... non. 
En 2023, elle chorégraphie la prestation de la chanteuse Rihanna lors du Super Bowl. 
En 2025, elle co-réalise et chorégraphie le show spectaculaire de Lady Gaga au Coachella Festival.

## Style
Parris Goebel est connue pour son style particulier, connu sous le nom de « polyswagg ». Comme elle le décrit, son style est basé sur l’audition, la respiration et la transmission de  sa passion. Elle s’appuie également sur les inspirations de musique de DanceHall.

## Distinctions
- 2009 : Street Dance [6]New Zealand Choreography de l'année et Dancer of the Year.
- 2014 : Femme chorégraphe de l'année aux Awards de Los Angeles.
- 2015 : Jeune leader des femmes néo-zélandaises du prix Influences.
- 2016 : Femme chorégraphe de l'année.

## Championnats du monde de hip hop ( HHI )

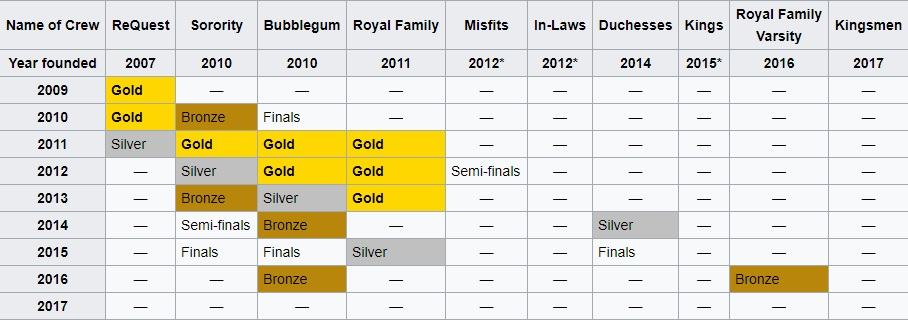